# Call on Me
«Call on Me» — композиция шведского DJ и музыкального продюсера Эрика Придза, выпущенная в 2004 году. Сингл был весьма успешным, став лидером в нескольких хит-парадах. «Call on Me» также известна своим провокационным видеоклипом, где группа женщин и мужчина занимаются аэробикой в сексуальной манере.

## История создания
«Call on Me» является танцевальным треком, использующим семпл из песни Стива Уинвуда «Valerie», созданной в 1982 году. Когда Придз представил песню Уинвуду, тот настолько впечатлился, что перезаписал вокальные партии, чтобы сделать трек ещё лучше.
Песня достигла первого места в UK Singles Chart, когда продажи физических носителей стали низкими, из-за выпуска CD сингла, которому помогла цифровая дистрибуция, не учитывавшаяся в тот момент в чартовых расчётах. Вплоть до января 2005 года Эрик Придз был лидером по самым наименьшим продажам синглов, которым удавалось возглавлять чарт: «Call on Me» разошёлся тиражом в 23 519 копий, когда вернулся обратно 17 октября 2004 года. Тем не менее, сингл стал 4 по распроданному тиражу в Великобритании за 2004 год — он составил 335 000 копий, включая DVD-сингл, и находился на вершине UK Singles Chart 5 недель, что не удавалось в том году никому другому.
В Германии песня дебютировала на 1 месте в начале ноября 2004 года, повторив это достижение также в Ирландии. В Австралии «Call on Me» дебютировала на 2 месте, что стало для неё здесь наивысшей позицией.

## Музыкальное видео
Музыкальное видео, в котором группа женщин и мужчина в тренировочных костюмах 80-х годов занимаются аэробикой в провокационной сексуальной манере, обыгрывает сцену из фильма «Идеально» 1985 года с Джоном Траволтой и Джейми Ли Кёртис. Главные роли исполнили австралийская танцовщица и хореограф Диан Берри и аргентинский актёр, певец и модель Хуан Пабло Ди Паче. Танцовщицами выступили Лаура Мор (впоследствии записавшая с группой Uniting Nations трек «Ai no Corrida»), а также Фрэнки Уэдж, Лаура Джейн Смит, Роузи Хоукинс и Лаура Боули. Съёмки проходили в Детфорде, Лондон; режиссёром клипа выступил Хьюс Монфаради.
В Австралии видео стало рекордсменом по количеству легальных закачек, составившему 35 000 скачиваний через мобильные телефоны с технологией 3G. На волне популярности был выпущен DVD с аэробикой «Pump It Up — The Ultimate Dance Workout» с участием танцоров из оригинального видео, проводящих уроки аэробики под популярные танцевальные треки.
В 2006 году было записано своеобразное продолжение ролика «Call on Me» при участии Берри и Ди Паче — видеоклип к хаус-ремиксу хита 1983 года «Flashdance… What a Feeling» певицы Айрин Кара от The Hughes Corporation. Видео содержит отсылки к фильмам «Танец-вспышка», «Грязные танцы», «Лихорадка субботнего вечера», «Бриолин».
В сентябре 2014 года в Норвегии было записано трибьют-видео с участием людей, страдающих (или излечившихся) от рака с целью поддержания Кампании против рака и пропаганды спортивных тренировок для страдающих от этого заболевания.

## Список композиций и форматы
CD-сингл
1. «Call on Me» (Radio Edit) — 2:51
2. «Call on Me» (Eric Prydz vs. Retarded Funk Mix) — 7:34

CD-макси-сингл
1. «Call on Me» (Radio Edit) — 2:51
2. «Call on Me» (Eric Prydz vs. Retarded Funk Mix) — 7:34
3. «Call on Me» (JJ Stockholm Club Mix) −7:51
4. «Call on Me» (Filterheadz Remix) — 7:07
5. «Call on Me» (Red Kult Dub Pass 2 Mix) — 7:53
6. «Call on Me» (Video) (Dirty Version)

DVD-сингл
1. «Call on Me» (Video — Daytime Version)
2. «Call on Me» (Video — Late Night Version)
3. «Call on Me» (Radio Edit) — 2:51
4. «Call on Me» (Eric Prydz vs. Retarded Funk Mix) — 7:34
5. Photo Gallery

Цифровая дистрибуция
1. «Call on Me» (Radio Edit) — 2:51
2. «Call on Me» (Eric Prydz vs. Retarded Funk Mix) — 7:34

## Чарты и продажи
| Чарт (2004)                        | Наивысшее место |
| ---------------------------------- | --------------- |
| Австралия                          | 2               |
| Австралия (ARIA Dance Chart)       | 1               |
| Австрия                            | 1               |
| Бельгия Ultratop 50 (Фландрия)     | 4               |
| Бельгия Ultratop 40 (Валлония)     | 13              |
| Голландия                          | 10              |
| Eurochart Hot 100 Singles          | 1               |
| Финляндия                          | 4               |
| Германия                           | 1               |
| Греция                             | 2               |
| Венгрия (Rádiós Top 40)            | 3               |
| Ирландия                           | 1               |
| Италия                             | 41              |
| Норвегия (VG-lista)                | 1               |
| Russian Airplay Chart              | 10              |
| Украина                            | 6               |
| Испания                            | 10              |
| Швеция                             | 1               |
| Швейцария                          | 2               |
| Турция                             | 6               |
| UK Singles Chart                   | 1               |
| Чарт (2005)                        | Наивысшее место |
| Дания                              | 2               |
| Eurochart Hot 100 Singles          | 1               |
| Франция (SNEP)                     | 1               |
| Новая Зеландия RIANZ Singles Chart | 38              |
| U.S. Billboard Hot Dance Club Play | 29              |

| Итоговый чарт (2004)       | Место |
| -------------------------- | ----- |
| Австрия                    | 18    |
| Германия                   | 12    |
| Ирландия                   | 10    |
| Россия                     | 40    |
| Итоговый чарт (2005)       | Место |
| Австрия                    | 97    |
| Валлония                   | 89    |
| Франция (Airplay Chart)    | 77    |
| Франция (Singles Chart)    | 20    |
| Франция (TV Airplay Chart) | 90    |
| Швейцария                  | 36    |

| Страна    | Статус       | Дата                  | Тираж   |
| --------- | ------------ | --------------------- | ------- |
| Австралия | платиновый   | 2004 год              | 70 000  |
| Франция   | Золотой диск | 28 сентября 2005 года | 250 000 |
| Швейцария | Золотой диск | 2005 год              | 20 000  |